# Temporada 2020 de la Copa Mundial de Turismos
La temporada 2020 de la Copa Mundial de Turismos fue la tercera edición de dicho campeonato, regulado y aprobado por la Federación Internacional del Automóvil (FIA), como la clase más alta de competición para turismos. Comenzó en septiembre en el Circuito de Zolder (Bélgica) y finalizó en diciembre en el MotorLand Aragón (España).

## Equipos y pilotos
Equipos y pilotos que han competido en al menos una ronda del campeonato:
| Equipo                                    | Auto                            | N.º | Pilotos                | C   | Rondas    |
| ----------------------------------------- | ------------------------------- | --- | ---------------------- | --- | --------- |
| BRC Hyundai N LUKOIL Squadra Corse        | Hyundai i30 N TCR               | 1   | Norbert Michelisz      |     | 1, 3-6    |
| BRC Hyundai N LUKOIL Squadra Corse        | Hyundai i30 N TCR               | 30  | Gabriele Tarquini      |     | 1, 3-6    |
| Vuković Motorsport                        | Renault Mégane RS TCR           | 7   | Jack Young             | R T | 1-2       |
| Vuković Motorsport                        | Renault Mégane RS TCR           | 34  | Aurélien Comte         | T   | 3-6       |
| Engstler Hyundai N Liqui Moly Racing Team | Hyundai i30 N TCR               | 8   | Luca Engstler          | R   | 1, 3-6    |
| Engstler Hyundai N Liqui Moly Racing Team | Hyundai i30 N TCR               | 27  | Mitchell Cheah         | R   | 6         |
| Engstler Hyundai N Liqui Moly Racing Team | Hyundai i30 N TCR               | 14  | Josh Files             |     | 5         |
| Engstler Hyundai N Liqui Moly Racing Team | Hyundai i30 N TCR               | 88  | Nick Catsburg          |     | 1, 3      |
| Engstler Hyundai N Liqui Moly Racing Team | Hyundai i30 N TCR               | 97  | Nicolas Gruber         |     | 4         |
| ALL-INKL.DE Münnich Motorsport            | Honda Civic Type-R TCR (FK8)    | 9   | Attila Tassi           |     | Todas     |
| ALL-INKL.DE Münnich Motorsport            | Honda Civic Type-R TCR (FK8)    | 18  | Tiago Monteiro         |     | Todas     |
| Cyan Performance Lynk & Co                | Lynk & Co 03 TCR                | 11  | Thed Björk             |     | Todas     |
| Cyan Performance Lynk & Co                | Lynk & Co 03 TCR                | 12  | Santiago Urrutia       |     | Todas     |
| Comtoyou Racing                           | Audi RS3 LMS TCR SEQ (2016)     | 16  | Gilles Magnus          | R T | Todas     |
| Comtoyou DHL Team Audi Sport              | Audi RS3 LMS TCR SEQ (2016)     | 17  | Nathanaël Berthon      | T   | Todas     |
| Comtoyou DHL Team Audi Sport              | Audi RS3 LMS TCR SEQ (2016)     | 31  | Tom Coronel            | T   | Todas     |
| ALL-INKL.COM Münnich Motorsport           | Honda Civic Type-R TCR (FK8)    | 29  | Néstor Girolami        |     | Todas     |
| ALL-INKL.COM Münnich Motorsport           | Honda Civic Type-R TCR (FK8)    | 86  | Esteban Guerrieri      |     | Todas     |
| Zengő Motorsport Services KFT             | Cupra León Competición TCR      | 55  | Bence Boldizs          | R T | Todas     |
| Zengő Motorsport Services KFT             | Cupra León Competición TCR      | 96  | Mikel Azcona           |     | Todas     |
| Zengő Motorsport Services KFT             | Cupra León Competición TCR      | 99  | Gábor Kismarty-Lechner | T   | Todas     |
| Cyan Racing Lynk & Co                     | Lynk & Co 03 TCR                | 68  | Yann Ehrlacher         |     | Todas     |
| Cyan Racing Lynk & Co                     | Lynk & Co 03 TCR                | 100 | Yvan Muller            |     | Todas     |
| Mulsanne Srl                              | Alfa Romeo Giulietta Veloce TCR | 69  | Jean-Karl Vernay       | T   | Todas     |
| Invitados                                 |                                 |     |                        |     |           |
| Comtoyou Racing                           | Audi RS3 LMS TCR SEQ (2016)     | 15  | Nicolas Baert          |     | 5         |
| Mulsanne Srl                              | Alfa Romeo Giulietta Veloce TCR | 25  | Luca Filippi           |     | 1, 3-4, 6 |
| Target Competition                        | Hyundai i30 N TCR               | 28  | José Manuel Sapag      |     | 4, 6      |
| Vuković Motorsport                        | Renault Mégane RS TCR           | 33  | Dylan O'Keeffe         |     | 1         |
| Vexta Domy                                | Cupra León Competición TCR      | 44  | Petr Fulín             |     | 3         |

| Icono | C                               |
| ----- | ------------------------------- |
| R     | Elegible para trofeo FIA Rookie |
| T     | Elegible para WTCR Trophy       |

### Cambios
- Honda conservó a sus cuatro pilotos, pero todos compitiendo dentro de la estructura de Münnich Motorsport. Por lo tanto, KCMG dejó el campeonato.[3]
- Volkswagen dejó de apoyar los Golf GTI TCR, al cambiar sus políticas y abandonar los campeonatos de automóviles a gasolina.[4] Sébastien Loeb Racing, equipo que corría con la marca alemana en 2019, se retiró junto a sus cuatro pilotos: Mehdi Bennani, Robert Huff, Johan Kristoffersson y Benjamin Leuchter.[5][6]
- Audi abandonó su soporte a la serie, pero dejó los RS 3 LMS a disposición de equipos privados.[7] W Racing Team, que compitió bajo el nombre de «Audi Sport Team Leopard Racing» en 2019, dejó el campeonato, al igual que Gordon Shedden.[8]
- El belga Gilles Magnus debutó en el campeonato y el francés Nathanaël Berthon volvió tras una temporada de ausencia, ambos de la mano de Comtoyou (quien se desvinculó de CUPRA y solamente corre con Audi este año). Tom Coronel, quien corría con un CUPRA en 2019, se mantuvo en el equipo.[9][10]
- Niels Langeveld y Frédéric Vervisch, pilotos de Comtoyou-Audi en 2019, y Aurélien Panis, piloto de Comtoyou-CUPRA no corren esta temporada.[11]
- CUPRA también dejó de ofrecer soporte de fábrica. Los León Competición TCR son conducidos por Zengő Motorsport, el cual vuelva a tiempo completo al WTCR. Los húngaros Bence Boldizs y Gábor Kismarty-Lechner debutaron en la categoría, junto a Mikel Azcona (quien proviene del desaparecido equipo PWR).[12][13][14][15]
- BRC Racing Team redujo su participación de cuatro a dos automóviles. Engstler Motorsport debutó en WTCR para compensar esa baja, con Nick Catsburg (ex BRC) y Luca Engstler, quien debuta a tiempo completo (ya había competido en una ronda de 2019 con BRC).[16]
- Santiago Urrutia ocupa el puesto dejado por Andy Priaulx en Cyan Performance Lynk & Co.[17]
- Jean-Karl Vernay dejó Audi para ser el único piloto a tiempo completo del Alfa Romeo Giulietta Veloce TCR de Team Mulsanne. Kevin Ceccon y Ma Qing Hua no corren en 2020.[18]
- Renault llegó al WTCR con el Mégane RS TCR. El piloto británico Jack Young y el equipo suizo Vuković Motorsport debutaron en la categoría con el único Mégane que competirá la temporada completa.[19]
- Luca Filippi participó como invitado en cuatro de las seis rondas con Mulsanne.
- Hyundai decidió no participar con ninguno de sus equipos en la segunda ronda como forma de reclamo, denunciando «no recibir el mismo trato en la serie que otros competidores».[20]
- Aurélien Comte sustituyó a Jack Young para la tercera ronda.[21]
- Nicolas Gruber debutó en el mundial remplazando en la cuarta ronda a Nick Catsburg.[22] Catsburg debía volver en la siguiente, pero esto no es posible debido a dar positivo en una prueba de COVID-19. El campeón 2019 de TCR Europeo, Josh Files, ocupará su asiento en la ronda 5 y Mitchell Cheah en la 6, ambos debutantes.[23][24]
- También en la cuarta ronda debutó José Manuel Sapag con un Hyundai del Target Competition. También corrió en la última ronda, en ambas poco invitado.[25]
- Nicolas Baert se estrenó en la copa mundial como invitado en la ronda 5, con Comtoyou.

## Calendario
El calendario original estaba compuesto por 10 rondas y 20 carreras. Debido a la pandemia de COVID-19, este fue rearmado. Las rondas de Marruecos, Portugal, China, Austria, Corea, Macao y Malasia fueron canceladas y se añadió Bélgica, España e Italia. Serán seis rondas y algunas contarán con tres carreras. Finalmente, cercano a la fecha de realización del evento, la última fecha fue trasladada de Adria a Aragón.
| Ronda                | Nombre de carrera     | Circuito                                           | Fecha                        |
| -------------------- | --------------------- | -------------------------------------------------- | ---------------------------- |
| 1                    | Carrera de Bélgica    | Circuito de Zolder, Heusden-Zolder                 | 10-13 de septiembre          |
| 2                    | Carrera de Alemania   | Nürburgring Nordschleife, Nürburg                  | 24-26 de septiembre          |
| 3                    | Carrera de Eslovaquia | Automotodróm Slovakia Ring, Orechová Potôň         | 10-11 de octubre             |
| 4                    | Carrera de Hungría    | Hungaroring, Mogyoród                              | 17-18 de octubre             |
| 5                    | Carrera de España     | MotorLand Aragón, Alcañiz                          | 31 de octubre-1 de noviembre |
| 6                    | Carrera de Aragón     | MotorLand Aragón, Alcañiz                          | 14-15 de noviembre           |
| Cancelados           |                       |                                                    |                              |
| Nombre de carrera    | Nombre de carrera     | Circuito                                           | Fecha                        |
| Carrera de Marruecos | Carrera de Marruecos  | Circuito Internacional Moulay El Hassan, Marrakech | 5 de abril                   |
| Carrera de Portugal  | Carrera de Portugal   | Circuito Internacional de Vila Real, Vila Real     | 21 de junio                  |
| Carrera de China     | Carrera de China      | Circuito Internacional de Ningbó, Ningbó           | 6 de septiembre              |
| Carrera de Austria   | Carrera de Austria    | Salzburgring, Salzburgo                            | 12 de septiembre             |
| Carrera de Corea     | Carrera de Corea      | Inje Speedium, Inje                                | 18 de octubre                |
| Carrera de Italia    | Carrera de Italia     | Adria International Raceway, Adria                 | 15 de noviembre              |
| Carrera de Macao     | Carrera de Macao      | Circuito da Guia, Macao                            | 22 de noviembre              |
| Carrera de Malasia   | Carrera de Malasia    | Circuito Internacional de Sepang, Sepang           | 13 de diciembre              |

## Resultados por carrera
| Ronda   | Ronda | Ronda                 | Pole Position     | Vuelta rápida     | Piloto ganador    | Equipo ganador                            | Ganador WTCR Rookie | Ganador WTCR Trophy | Resultados |
| ------- | ----- | --------------------- | ----------------- | ----------------- | ----------------- | ----------------------------------------- | ------------------- | ------------------- | ---------- |
| 1       | 1     | Carrera de Bélgica    |                   | Néstor Girolami   | Néstor Girolami   | ALL-INKL.COM Münnich Motorsport           | Gilles Magnus       | Tom Coronel         | Resultados |
| 1       | 2     | Carrera de Bélgica    | Nathanaël Berthon | Nathanaël Berthon | Yann Ehrlacher    | Cyan Racing Lynk & Co                     | Gilles Magnus       | Gilles Magnus       | Resultados |
| 2       | 3     | Carrera de Alemania   |                   | Yann Ehrlacher    | Esteban Guerrieri | ALL-INKL.COM Münnich Motorsport           | Gilles Magnus       | Tom Coronel         | Resultados |
| 2       | 4     | Carrera de Alemania   | Néstor Girolami   | Yann Ehrlacher    | Yann Ehrlacher    | Cyan Racing Lynk & Co                     | Bence Boldizs       | Jean-Karl Vernay    | Resultados |
| 3       | 5     | Carrera de Eslovaquia | Nathanaël Berthon | Thed Björk        | Nathanaël Berthon | Comtoyou DHL Team Audi Sport              | Gilles Magnus       | Nathanaël Berthon   | Resultados |
| 3       | 6     | Carrera de Eslovaquia |                   | Mikel Azcona      | Tom Coronel       | Comtoyou DHL Team Audi Sport              | Gilles Magnus       | Tom Coronel         | Resultados |
| 3       | 7     | Carrera de Eslovaquia | Nathanaël Berthon | Nick Catsburg     | Nick Catsburg     | Engstler Hyundai N Liqui Moly Racing Team | Gilles Magnus       | Jean-Karl Vernay    | Resultados |
| 4       | 8     | Carrera de Hungría    | Esteban Guerrieri | Norbert Michelisz | Esteban Guerrieri | ALL-INKL.COM Münnich Motorsport           | Luca Engstler       | Jean-Karl Vernay    | Resultados |
| 4       | 9     | Carrera de Hungría    |                   | Norbert Michelisz | Yann Ehrlacher    | Cyan Racing Lynk & Co                     | Bence Boldizs       | Jean-Karl Vernay    | Resultados |
| 4       | 10    | Carrera de Hungría    | Esteban Guerrieri | Tiago Monteiro    | Esteban Guerrieri | ALL-INKL.COM Münnich Motorsport           | Gilles Magnus       | Jean-Karl Vernay    | Resultados |
| 5       | 11    | Carrera de España     | Norbert Michelisz | Gilles Magnus     | Jean-Karl Vernay  | Team Mulsanne                             | Gilles Magnus       | Jean-Karl Vernay    | Resultados |
| 5       | 12    | Carrera de España     |                   | Nathanaël Berthon | Mikel Azcona      | Zengő Motorsport Services KFT             | Gilles Magnus       | Nathanaël Berthon   | Resultados |
| 5       | 13    | Carrera de España     | Gilles Magnus     | Thed Björk        | Thed Björk        | Cyan Racing Lynk & Co                     | Gilles Magnus       | Nathanaël Berthon   | Resultados |
| 6       | 14    | Carrera de Aragón     | Santiago Urrutia  | Mikel Azcona      | Esteban Guerrieri | ALL-INKL.COM Münnich Motorsport           | Gilles Magnus       | Gilles Magnus       | Resultados |
| 6       | 15    | Carrera de Aragón     |                   | Yvan Muller       | Yvan Muller       | Cyan Racing Lynk & Co                     | Gilles Magnus       | Jean-Karl Vernay    | Resultados |
| 6       | 16    | Carrera de Aragón     | Santiago Urrutia  | Santiago Urrutia  | Santiago Urrutia  | Cyan Racing Lynk & Co                     | Gilles Magnus       | Jean-Karl Vernay    | Resultados |
| Fuente: |       |                       |                   |                   |                   |                                           |                     |                     |            |

## Puntuaciones
Rondas 1, 3 a 6
| Pos.    | 1.º | 2.º | 3.º | 4.º | 5.º | 6.º | 7.º | 8.º | 9.º | 10.º | 11.º | 12.º | 13.º | 14.º | 15.º |
| Q1      | Q1  | Q1  | Q1  | Q1  | Q1  | Q1  | Q1  | Q1  | Q1  | Q1   | Q1   | Q1   | Q1   | Q1   | Q1   |
| ------- | --- | --- | --- | --- | --- | --- | --- | --- | --- | ---- | ---- | ---- | ---- | ---- | ---- |
| Pts.    | 5   | 4   | 3   | 2   | 1   |     |     |     |     |      |      |      |      |      |      |
| Q3      |     |     |     |     |     |     |     |     |     |      |      |      |      |      |      |
| Pts.    | 5   | 4   | 3   | 2   | 1   |     |     |     |     |      |      |      |      |      |      |
| Carrera |     |     |     |     |     |     |     |     |     |      |      |      |      |      |      |
| Pts.    | 25  | 20  | 16  | 13  | 11  | 10  | 9   | 8   | 7   | 6    | 5    | 4    | 3    | 2    | 1    |

Ronda 2
| Pos.          | 1.º           | 2.º           | 3.º           | 4.º           | 5.º           | 6.º           | 7.º           | 8.º           | 9.º           | 10.º          | 11.º          | 12.º          | 13.º          | 14.º          | 15.º          |
| Clasificación | Clasificación | Clasificación | Clasificación | Clasificación | Clasificación | Clasificación | Clasificación | Clasificación | Clasificación | Clasificación | Clasificación | Clasificación | Clasificación | Clasificación | Clasificación |
| ------------- | ------------- | ------------- | ------------- | ------------- | ------------- | ------------- | ------------- | ------------- | ------------- | ------------- | ------------- | ------------- | ------------- | ------------- | ------------- |
| Pts.          | 10            | 8             | 6             | 4             | 2             |               |               |               |               |               |               |               |               |               |               |
| Carrera       |               |               |               |               |               |               |               |               |               |               |               |               |               |               |               |
| Pts.          | 25            | 20            | 16            | 13            | 11            | 10            | 9             | 8             | 7             | 6             | 5             | 4             | 3             | 2             | 1             |

### WTCR Trophy
| Pos.          | 1.º | 2.º | 3.º | 4.º | 5.º | VR |  |  |  |  |  |
| Clasificación |     |     |     |     |     |    |  |  |  |  |  |
| Pts.          | 1   |     |     |     |     |    |  |  |  |  |  |
| Carrera       |     |     |     |     |     |    |  |  |  |  |  |
| Pts.          | 10  | 8   | 5   | 3   | 1   | 1  |  |  |  |  |  |

### WTCR Rookies
Rondas 1, 3 a 6
| Pos.    | 1.º | 2.º | 3.º | 4.º | 5.º | 6.º | 7.º | 8.º | 9.º | 10.º | 11.º | 12.º | 13.º | 14.º | 15.º |
| Q1      | Q1  | Q1  | Q1  | Q1  | Q1  | Q1  | Q1  | Q1  | Q1  | Q1   | Q1   | Q1   | Q1   | Q1   | Q1   |
| ------- | --- | --- | --- | --- | --- | --- | --- | --- | --- | ---- | ---- | ---- | ---- | ---- | ---- |
| Pts.    | 5   | 4   | 3   | 2   | 1   |     |     |     |     |      |      |      |      |      |      |
| Q3      |     |     |     |     |     |     |     |     |     |      |      |      |      |      |      |
| Pts.    | 5   | 4   | 3   | 2   | 1   |     |     |     |     |      |      |      |      |      |      |
| Carrera |     |     |     |     |     |     |     |     |     |      |      |      |      |      |      |
| Pts.    | 25  | 20  | 16  | 13  | 11  | 10  | 9   | 8   | 7   | 6    | 5    | 4    | 3    | 2    | 1    |

Ronda 2
| Pos.          | 1.º           | 2.º           | 3.º           | 4.º           | 5.º           | 6.º           | 7.º           | 8.º           | 9.º           | 10.º          | 11.º          | 12.º          | 13.º          | 14.º          | 15.º          |
| Clasificación | Clasificación | Clasificación | Clasificación | Clasificación | Clasificación | Clasificación | Clasificación | Clasificación | Clasificación | Clasificación | Clasificación | Clasificación | Clasificación | Clasificación | Clasificación |
| ------------- | ------------- | ------------- | ------------- | ------------- | ------------- | ------------- | ------------- | ------------- | ------------- | ------------- | ------------- | ------------- | ------------- | ------------- | ------------- |
| Pts.          | 10            | 8             | 6             | 4             | 2             |               |               |               |               |               |               |               |               |               |               |
| Carrera       |               |               |               |               |               |               |               |               |               |               |               |               |               |               |               |
| Pts.          | 25            | 20            | 16            | 13            | 11            | 10            | 9             | 8             | 7             | 6             | 5             | 4             | 3             | 2             | 1             |

## Clasificaciones

### Campeonato de Pilotos
| 1                                    | Yann Ehrlacher         | 71  | 12  | 3   | 12  | 9   | 7   | 11  | 23  | 1   | 8   | 11  | 6   | 12  | 65  | 6   | 2   | 234  |
| 2                                    | Yvan Muller            | 84  | 25  | 2   | 7   | 14  | 8   | 13  | 4   | 2   | 9   | 7   | 2   | 14  | 74  | 1   | 4   | 195  |
| 3                                    | Jean-Karl Vernay       | 5   | 7   | 9   | 6   | 3   | 14  | 4   | 9   | 3   | 5   | 13  | Ret | 65  | 82  | 2   | 35  | 194  |
| 4                                    | Esteban Guerrieri      | Ret | 13  | 1   | 5   | 4   | 3   | 7   | 1   | 7   | 1   | 13  | 10  | 9   | 1   | Ret | 18  | 188  |
| 5                                    | Gilles Magnus          | 103 | 43  | 7   | Ret | 74  | 2   | 35  | 15  | 10  | 14  | 32  | 8   | 51  | 3   | 4   | 9   | 172  |
| 6                                    | Santiago Urrutia       | 6   | 34  | Ret | 10  | 15  | 15  | 8   | 7   | 4   | Ret | 2   | 3   | 23  | 91  | Ret | 1   | 169  |
| 7                                    | Mikel Azcona           | 16  | 11  | Ret | 4   | 8   | 4   | 5   | 62  | Ret | 45  | 45  | 1   | 7   | 53  | 3   | 5   | 168  |
| 8                                    | Nathanaël Berthon      | 9   | 141 | 12  | 12  | 1   | Ret | 21  | 12  | 11  | 11  | 12  | 4   | 4   | 4   | Ret | 83  | 148  |
| 9                                    | Thed Björk             | 2   | Ret | 4   | 24  | 19  | 16  | 15  | 10  | 12  | 12  | Ret | 7   | 12  | 11  | 7   | 64  | 142  |
| 10                                   | Néstor Girolami        | 1   | 5   | 6   | 111 | 5   | 18† | DNS | 3   | Ret | 34  | 10  | 11  | Ret | 2   | Ret | DNS | 137  |
| 11                                   | Tom Coronel            | 45  | 6   | 5   | 85  | 6   | 1   | 64  | 11  | 17  | 13  | 19† | Ret | 8   | 12  | 15  | 15  | 117  |
| 12                                   | Attila Tassi           | 3   | 20  | Ret | 3   | 11  | Ret | DNS | 5   | 8   | 62  | 17  | 13  | Ret | 10  | 8   | 10  | 100  |
| 13                                   | Norbert Michelisz      | 11  | 8   | WD  | WD  | 10  | 6   | 102 | 21  | 5   | 10  | 61  | 15  | 16  | 16  | 5   | 7   | 93   |
| 14                                   | Gabriele Tarquini      | 15  | 15  | WD  | WD  | 25  | Ret | Ret | Ret | 18  | 7   | 54  | 5   | 3   | 15  | Ret | 13  | 79   |
| 15                                   | Tiago Monteiro         | Ret | 19  | 8   | 9   | 13  | 9   | 17† | 144 | 9   | 23  | 14  | 12  | Ret | 20† | 10  | 11  | 79   |
| 16                                   | Luca Engstler          | 12  | 10  | WD  | WD  | Ret | 10  | 9   | 8   | Ret | 16  | 8   | 9   | Ret | 13  | 11  | 14  | 59   |
| 17                                   | Nicky Catsburg         | 14  | 9   | WD  | WD  | 172 | 5   | 13  |     |     |     |     |     |     |     |     |     | 53   |
| 18                                   | Bence Boldizs          | 17  | 17  | 10  | 13  | 21† | 13  | Ret | 16  | 6   | 17  | 9   | DNS | 15  | 17  | Ret | 16  | 35   |
| 19                                   | Aurélien Comte         |     |     |     |     | 16  | 12  | 12  | 17  | 19† | 19  | Ret | Ret | Ret | 14  | 12  | 17  | 17   |
| 20                                   | Gábor Kismarty-Lechner | 19  | 18  | 11  | 14  | 20  | 17  | 16  | 19  | 16  | 21  | 18  | 17† | 13  | Ret | 14  | 19  | 17   |
| 21                                   | Josh Files             |     |     |     |     |     |     |     |     |     |     | 16  | 14  | 10  |     |     |     | 9    |
| 22                                   | Mitchell Cheah         |     |     |     |     |     |     |     |     |     |     |     |     |     | 18  | 13  | 20† | 4    |
| 23                                   | Nico Gruber            |     |     |     |     |     |     |     | 18  | 14  | 20  |     |     |     |     |     |     | 3    |
| 24                                   | Jack Young             | 20† | 21† | Ret | DNS |     |     |     |     |     |     |     |     |     |     |     |     | 0    |
| Invitados que no pueden sumar puntos |                        |     |     |     |     |     |     |     |     |     |     |     |     |     |     |     |     |      |
|                                      | Luca Filippi           | 18  | 16  |     |     | 12  | Ret | Ret | 13  | 13  | 15  |     |     |     | Ret | 9   | 12  |      |
|                                      | Petr Fulín             |     |     |     |     | 18  | 11  | 14  |     |     |     |     |     |     |     |     |     |      |
|                                      | Nicolas Baert          |     |     |     |     |     |     |     |     |     |     | 15  | 16  | 11  |     |     |     |      |
|                                      | Dylan O'Keeffe         | 13  | 12  |     |     |     |     |     |     |     |     |     |     |     |     |     |     |      |
|                                      | José Manuel Sapag      |     |     |     |     |     |     |     | 20  | 15  | 18  |     |     |     | 19  | Ret | DNS |      |
| Pos.                                 | Piloto                 | BEL | BEL | GER | GER | SVK | SVK | SVK | HUN | HUN | HUN | ESP | ESP | ESP | ARA | ARA | ARA | Pts. |

| Color     | Resultado                                                               |
| --------- | ----------------------------------------------------------------------- |
| Oro       | Ganador                                                                 |
| Plata     | 2.ª plaza                                                               |
| Bronce    | 3.ª plaza                                                               |
| Verde     | Finalizó en los puntos                                                  |
| Azul      | Finalizó sin puntos                                                     |
| Azul      | NC - No clasificado                                                     |
| Violeta   | Ret - No terminó (Carrera)                                              |
| Rojo      | DNQ - No se clasificó                                                   |
| Negro     | DSQ - Descalificado                                                     |
| Blanco    | DNS - No empezó (carrera)                                               |
| Blanco    | WD - Retirado (fin de semana)                                           |
| Blanco    | C - Carrera cancelada                                                   |
| Sin color | DNP - Inscrito pero no participó                                        |
| Sin color | INJ - Lesionado                                                         |
| Sin color | EX - Excluido                                                           |
| Estado    | Resultado                                                               |
| Negrita   | Pole position                                                           |
| Cursiva   | Vuelta rápida                                                           |
| †         | Abandona, pero clasifica al completar el porcentaje requerido para ello |

- Fuente: wtcr.com[28]

### Campeonato de Equipos
| 1                                                                 | Cyan Racing Lynk & Co                     | 68  | 71  | 12  | 3   | 12  | 9   | 7   | 11  | 23  | 1   | 8   | 11  | 6   | 12  | 65  | 6   | 2   | 429  |
| 1                                                                 | Cyan Racing Lynk & Co                     | 100 | 84  | 25  | 2   | 7   | 14  | 8   | 13  | 4   | 2   | 9   | 7   | 2   | 14  | 74  | 1   | 4   | 429  |
| 2                                                                 | All-Inkl.com Münnich Motorsport           | 29  | 1   | 5   | 6   | 111 | 5   | 18† | DNS | 3   | Ret | 34  | 10  | 11  | Ret | 2   | Ret | DNS | 325  |
| 2                                                                 | All-Inkl.com Münnich Motorsport           | 86  | Ret | 13  | 1   | 5   | 4   | 3   | 7   | 1   | 7   | 1   | 13  | 10  | 9   | 1   | Ret | 18  | 325  |
| 3                                                                 | Cyan Performance Lynk & Co                | 11  | 2   | Ret | 4   | 24  | 19  | 16  | 15  | 10  | 12  | 12  | Ret | 7   | 12  | 11  | 7   | 64  | 311  |
| 3                                                                 | Cyan Performance Lynk & Co                | 12  | 6   | 34  | Ret | 10  | 15  | 15  | 8   | 7   | 4   | Ret | 2   | 3   | 23  | 91  | Ret | 1   | 311  |
| 4                                                                 | Comtoyou DHL Team Audi Sport              | 17  | 9   | 141 | 12  | 12  | 1   | Ret | 21  | 12  | 11  | 11  | 12  | 4   | 4   | 4   | Ret | 83  | 265  |
| 4                                                                 | Comtoyou DHL Team Audi Sport              | 31  | 45  | 6   | 5   | 85  | 6   | 1   | 64  | 11  | 17  | 13  | 19† | Ret | 8   | 12  | 15  | 15  | 265  |
| 5                                                                 | Zengő Motorsport Services KFT             | 55  | 17  | 17  | 10  | 13  | 21† | 13  | Ret | 16  | 6   | 17  | 9   | DNS | 15  | 17  | Ret | 16  | 185  |
| 5                                                                 | Zengő Motorsport Services KFT             | 96  | 16  | 11  | Ret | 4   | 8   | 4   | 5   | 62  | Ret | 45  | 45  | 1   | 7   | 53  | 3   | 5   | 185  |
| 5                                                                 | Zengő Motorsport Services KFT             | 99  | 19  | 18  | 11  | 14  | 20  | 17  | 16  | 19  | 16  | 21  | 18  | 17† | 13  | Ret | 14  | 19  | 185  |
| 6                                                                 | All-Inkl.de Münnich Motorsport            | 9   | 3   | 20  | Ret | 3   | 11  | Ret | DNS | 5   | 8   | 62  | 17  | 13  | Ret | 10  | 8   | 10  | 179  |
| 6                                                                 | All-Inkl.de Münnich Motorsport            | 18  | Ret | 19  | 8   | 9   | 13  | 9   | 17† | 144 | 9   | 23  | 14  | 12  | Ret | 20† | 10  | 11  | 179  |
| 7                                                                 | BRC Hyundai N Lukoil Squadra Corse        | 1   | 11  | 8   | WD  | WD  | 10  | 6   | 102 | 21  | 5   | 10  | 61  | 15  | 16  | 16  | 5   | 7   | 172  |
| 7                                                                 | BRC Hyundai N Lukoil Squadra Corse        | 30  | 15  | 15  | WD  | WD  | 25  | Ret | Ret | Ret | 18  | 7   | 54  | 5   | 3   | 15  | Ret | 13  | 172  |
| 8                                                                 | Engstler Hyundai N Liqui Moly Racing Team | 8   | 12  | 10  | WD  | WD  | Ret | 10  | 9   | 8   | Ret | 16  | 8   | 9   | Ret | 13  | 11  | 14  | 128  |
| 8                                                                 | Engstler Hyundai N Liqui Moly Racing Team | 27  |     |     |     |     |     |     |     |     |     |     |     |     |     | 18  | 13  | 20† | 128  |
| 8                                                                 | Engstler Hyundai N Liqui Moly Racing Team | 40  |     |     |     |     |     |     |     |     |     |     | 16  | 14  | 10  |     |     |     | 128  |
| 8                                                                 | Engstler Hyundai N Liqui Moly Racing Team | 88  | 14  | 9   | WD  | WD  | 172 | 5   | 13  |     |     |     |     |     |     |     |     |     | 128  |
| 8                                                                 | Engstler Hyundai N Liqui Moly Racing Team | 97  |     |     |     |     |     |     |     | 18  | 14  | 20  |     |     |     |     |     |     | 128  |
| Invitados y equipos de un solo piloto, que no pueden sumar puntos |                                           |     |     |     |     |     |     |     |     |     |     |     |     |     |     |     |     |     |      |
|                                                                   | Team Mulsanne                             | 25  | 18  | 16  |     |     | 12  | Ret | Ret | 13  | 13  | 15  |     |     |     | Ret | 9   | 12  |      |
| 69                                                                | Team Mulsanne                             | 5   | 7   | 9   | 6   | 3   | 14  | 4   | 9   | 3   | 5   | 13  | Ret | 65  | 82  | 2   | 35  |     |      |
|                                                                   | Comtoyou Racing                           | 15  |     |     |     |     |     |     |     |     |     |     | 15  | 16  | 11  |     |     |     |      |
| 16                                                                | Comtoyou Racing                           | 103 | 43  | 7   | Ret | 74  | 2   | 35  | 15  | 10  | 14  | 32  | 8   | 51  | 3   | 4   | 9   |     |      |
|                                                                   | Vexta Domy                                | 22  |     |     |     |     | 18  | 11  | 14  |     |     |     |     |     |     |     |     |     |      |
|                                                                   | Vuković Motorsport                        | 7   | 20† | 21† | Ret | DNS |     |     |     |     |     |     |     |     |     |     |     |     |      |
| 33                                                                | Vuković Motorsport                        | 13  | 12  |     |     |     |     |     |     |     |     |     |     |     |     |     |     |     |      |
| 34                                                                | Vuković Motorsport                        |     |     |     |     | 16  | 12  | 12  | 17  | 19† | 19  | Ret | Ret | Ret | 14  | 12  | 17  |     |      |
|                                                                   | Target Competition                        | 28  |     |     |     |     |     |     |     | 20  | 15  | 18  |     |     |     | 19  | Ret | DNS |      |
| Pos.                                                              | Equipo                                    | N.º | BEL | BEL | GER | GER | SVK | SVK | SVK | HUN | HUN | HUN | ESP | ESP | ESP | ARA | ARA | ARA | Pts. |

| Color     | Resultado                                                               |
| --------- | ----------------------------------------------------------------------- |
| Oro       | Ganador                                                                 |
| Plata     | 2.ª plaza                                                               |
| Bronce    | 3.ª plaza                                                               |
| Verde     | Finalizó en los puntos                                                  |
| Azul      | Finalizó sin puntos                                                     |
| Azul      | NC - No clasificado                                                     |
| Violeta   | Ret - No terminó (Carrera)                                              |
| Rojo      | DNQ - No se clasificó                                                   |
| Negro     | DSQ - Descalificado                                                     |
| Blanco    | DNS - No empezó (carrera)                                               |
| Blanco    | WD - Retirado (fin de semana)                                           |
| Blanco    | C - Carrera cancelada                                                   |
| Sin color | DNP - Inscrito pero no participó                                        |
| Sin color | INJ - Lesionado                                                         |
| Sin color | EX - Excluido                                                           |
| Estado    | Resultado                                                               |
| Negrita   | Pole position                                                           |
| Cursiva   | Vuelta rápida                                                           |
| †         | Abandona, pero clasifica al completar el porcentaje requerido para ello |

- Fuente: wtcr.com[28]

### WTCR Rookie
| Pos. | Piloto         | BEL  | BEL | GER | GER  | SVK  | SVK | SVK | HUN | HUN | HUN | ESP | ESP | ESP | ARA | ARA | ARA | Pts. |
| ---- | -------------- | ---- | --- | --- | ---- | ---- | --- | --- | --- | --- | --- | --- | --- | --- | --- | --- | --- | ---- |
| 1    | Gilles Magnus  | 1    | 1   | 1   | Ret1 | 1    | 1   | 1   | 2   | 2   | 1   | 1   | 1   | 1   | 1   | 1   | 1   | 410  |
| 2    | Luca Engstler  | 2    | 2   | WD  | WD   | Ret3 | 2   | 2   | 12  | Ret | 2   | 2   | 2   | Ret | 23  | 2   | 2   | 243  |
| 3    | Bence Boldizs  | 34   | 3   | 2   | 1    | Ret2 | 3   | Ret | 31  | 1   | 3   | 3   | DNS | 2   | 32  | Ret | 3   | 236  |
| 4    | Nico Gruber    |      |     |     |      |      |     |     | 43  | 3   | 4   |     |     |     |     |     |     | 45   |
| 5    | Mitchell Cheah |      |     |     |      |      |     |     |     |     |     |     |     |     | 4   | 3   | Ret | 31   |
| 6    | Jack Young     | Ret3 | Ret | Ret | DNS2 |      |     |     |     |     |     |     |     |     |     |     |     | 11   |
| Pos. | Piloto         | BEL  | BEL | GER | GER  | SVK  | SVK | SVK | HUN | HUN | HUN | ESP | ESP | ESP | ARA | ARA | ARA | Pts. |

| Color     | Resultado                                                               |
| --------- | ----------------------------------------------------------------------- |
| Oro       | Ganador                                                                 |
| Plata     | 2.ª plaza                                                               |
| Bronce    | 3.ª plaza                                                               |
| Verde     | Finalizó en los puntos                                                  |
| Azul      | Finalizó sin puntos                                                     |
| Azul      | NC - No clasificado                                                     |
| Violeta   | Ret - No terminó (Carrera)                                              |
| Rojo      | DNQ - No se clasificó                                                   |
| Negro     | DSQ - Descalificado                                                     |
| Blanco    | DNS - No empezó (carrera)                                               |
| Blanco    | WD - Retirado (fin de semana)                                           |
| Blanco    | C - Carrera cancelada                                                   |
| Sin color | DNP - Inscrito pero no participó                                        |
| Sin color | INJ - Lesionado                                                         |
| Sin color | EX - Excluido                                                           |
| Estado    | Resultado                                                               |
| Negrita   | Pole position                                                           |
| Cursiva   | Vuelta rápida                                                           |
| †         | Abandona, pero clasifica al completar el porcentaje requerido para ello |

### WTCR Trophy
| Pos. | Piloto                 | BEL | BEL | GER | GER | SVK | SVK | SVK | HUN | HUN | HUN | ESP | ESP | ESP | ARA | ARA | ARA | Pts. |
| ---- | ---------------------- | --- | --- | --- | --- | --- | --- | --- | --- | --- | --- | --- | --- | --- | --- | --- | --- | ---- |
| 1    | Jean-Karl Vernay       | 2   | 3   | 3   | 1   | 2   | 5   | 3   | 1   | 1   | 1   | 1   | Ret | 3   | 3   | 1   | 1   | 121  |
| 2    | Gilles Magnus          | 4   | 1   | 2   | Ret | 4   | 2   | 2   | 4   | 3   | 4   | 1   | 2   | 2   | 1   | 2   | 3   | 101  |
| 3    | Nathanaël Berthon      | 3   | 4   | 6   | 3   | 1   | Ret | 1   | 3   | 4   | 2   | 4   | 1   | 1   | 2   | Ret | 2   | 94   |
| 4    | Tom Coronel            | 1   | 2   | 1   | 2   | 3   | 1   | 4   | 2   | 6   | 3   | Ret | Ret | 4   | 4   | 5   | 4   | 80   |
| 5    | Bence Boldizs          | 5   | 5   | 4   | 4   | Ret | 4   | Ret | 5   | 2   | 5   | 3   | DNS | 6   | 6   | Ret | 5   | 28   |
| 6    | Aurélien Comte         |     |     |     |     | 5   | 3   | 5   | 6   | Ret | 6   | Ret | Ret | Ret | 5   | 3   | 6   | 13   |
| 7    | Gábor Kismarty-Lechner | 6   | 6   | 5   | 5   | 6   | 6   | 6   | 7   | 5   | 7   | 5   | Ret | 5   | Ret | 4   | 7   | 8    |
| -    | Jack Young             | Ret | Ret | Ret | DNS |     |     |     |     |     |     |     |     |     |     |     |     | 0    |
| Pos. | Piloto                 | BEL | BEL | GER | GER | SVK | SVK | SVK | HUN | HUN | HUN | ESP | ESP | ESP | ARA | ARA | ARA | Pts. |

| Color     | Resultado                                                               |
| --------- | ----------------------------------------------------------------------- |
| Oro       | Ganador                                                                 |
| Plata     | 2.ª plaza                                                               |
| Bronce    | 3.ª plaza                                                               |
| Verde     | Finalizó en los puntos                                                  |
| Azul      | Finalizó sin puntos                                                     |
| Azul      | NC - No clasificado                                                     |
| Violeta   | Ret - No terminó (Carrera)                                              |
| Rojo      | DNQ - No se clasificó                                                   |
| Negro     | DSQ - Descalificado                                                     |
| Blanco    | DNS - No empezó (carrera)                                               |
| Blanco    | WD - Retirado (fin de semana)                                           |
| Blanco    | C - Carrera cancelada                                                   |
| Sin color | DNP - Inscrito pero no participó                                        |
| Sin color | INJ - Lesionado                                                         |
| Sin color | EX - Excluido                                                           |
| Estado    | Resultado                                                               |
| Negrita   | Pole position                                                           |
| Cursiva   | Vuelta rápida                                                           |
| †         | Abandona, pero clasifica al completar el porcentaje requerido para ello |